# 傑弗氏兵鯰
傑弗氏兵鯰為輻鰭魚綱鯰形目美鯰科的其中一種，為熱帶淡水魚。分布於南美洲蘇利南及法屬圭亞那淡水流域，體長可達7公分，棲息在底層水域，生活習性不明。

## 扩展阅读
維基物種上的相關：傑弗氏兵鯰